# Ralph Spinella
Ralph Spinella (Waterbury, 8 maggio 1923 – Waterbury, 7 ottobre 2021) è stato uno schermidore statunitense.

## Biografia
Ha partecipato ai Giochi della XVII Olimpiade di Roma nel 1960.

## Palmarès
In carriera ha conseguito i seguenti risultati:
- Giochi Panamericani:

Winnipeg 1967: oro nel spada a squadre.